# Aeroportul Loncopue
Aeroportul Loncopue (IATA: LCP, ICAO: SA18) este un aeroport din Provincia Neuquén, Argentina ce deservește zona Loncopué⁠(d).
Situat la o altitudine de 1.051 m, aeroportul dispune de o singură pistă.